# Lowlow
Lowlow, pseudonimo di Giulio Elia Sabatello (Roma, 4 settembre 1993), è un rapper italiano.

## Biografia

### Primi anni (2006-2015)
Attivo inizialmente con il nome d'arte Poeta Incazzato, tra il 2006 e il 2011 ha partecipato a varie battle di freestyle in giro per l'Italia, e questo lo porta a stringere rapporti con altri rapper come Gemitaiz, MadMan e Rancore. Il 18 maggio 2011 ha pubblicato il mixtape Metriche volume 1, distribuito gratuitamente dalla Honiro Label e che ha visto la collaborazione, tra gli altri, di Gemitaiz, Mostro e MixUp.
Il 28 giugno 2012 è invece uscito il mixtape Socia Mixtape degli NSP, gruppo composto da Sercho, lo stesso Lowlow e Luca J; tra gli ospiti ci sono CaneSecco, Briga, Rocco Hunt e Mostro. La collaborazione tra Lowlow e Sercho si è rinnovata l'anno seguente con la pubblicazione dell'album in studio Per sempre, che ha raggiunto la 50ª posizione della Classifica FIMI Album; per la sua promozione i due rapper hanno intrapreso una tournée in Italia di oltre trenta date.
Nel 2014 il rapper, insieme a Mostro, ha pubblicato l'EP Scusate per il sangue, nuovamente distribuito dalla Honiro Label e che ha debuttato al nono posto della classifica italiana degli album; tale risultato ha permesso ai due artisti di tenere più di quaranta date in giro per l'Italia, quasi tutte sold out.
Il 16 marzo 2015 Lowlow ha pubblicato il mixtape Metriche vol. 2, ultima pubblicazione con la Honiro Label.

### Redenzione(2016-2017)
Nel 2016, insieme ad altri artisti italiani, ha partecipato alla colonna sonora del film Zeta - Una storia hip-hop di Cosimo Alemà con il brano La solitudine del numero 1.
Nello stesso anno ha firmato un contratto discografico con la Sugar Music, diventando il primo rapper ad entrare nell'etichetta; il primo disco uscito è stato l'album Redenzione, uscito il 13 gennaio 2017 e che ha debuttato alla 4ª posizione della classifica italiana. L'album, certificato disco d'oro con più di 25 000 copie vendute, contiene undici tracce, interamente prodotte da Fausto Cogliati, in cui spicca la collaborazione con Marianne Mirage nel brano Io ti ammazzerei. Tra i singoli più fortunati del disco ricordiamo Ulisse, che si è rivelato il suo maggiore successo commerciale, raggiungendo la 10ª posizione nella Top Singoli e ottenendo due dischi di platino per aver venduto più di 100 000 copie a livello nazionale.

### Il bambino soldatoeDogma 93(2018-presente)
Il 26 gennaio 2018 Lowlow ha pubblicato il singolo Sbagliato; realizzato in collaborazione con Riki, il testo affronta il tema delle gravidanze adolescenziali. L'8 giugno dello stesso anno il rapper pubblica il secondo album in studio da solista Il bambino soldato, composto da dieci brani. Il disco ha debuttato alla 15ª posizione nella classifica italiana.
Il 2 marzo 2020 il rapper ha annunciato il terzo album Dogma 93, composto da 14 brani e pubblicato il 20 dello stesso mese. In contemporanea è stato presentato il singolo omonimo, il cui testo si distingue per i numerosi richiami a pellicole cinematografiche.

## Discografia

### Album in studio
- 2017 – Redenzione
- 2018 – Il bambino soldato
- 2020 – Dogma 93
- 2021 – In prima persona

Album collaborativi
- 2013 – Per sempre (con Sercho)

### Mixtape
- 2011 – Metriche volume 1 (pubblicato come Poeta Incazzato)
- 2015 – Metriche vol. 2

### EP
- 2014 – Scusate per il sangue (con Mostro)

### Singoli
- 2014 – L'origine del male
- 2016 – La solitudine del numero 1
- 2016 – Ulisse
- 2017 – Il sentiero dei nidi di ragno
- 2017 – Incompleti
- 2018 – Sbagliato (feat. Riki)
- 2020 – Dogma 93
- 2020 – Mondo sommerso (feat. Holden)
- 2021 – Piove sul duomo
- 2021 – Fino a che non ti odierò (feat. Ghemon)
- 2021 – Coscienza sporca (feat. Briga)
- 2025 – Per sentirmi vivo
- 2025 – Sharp

### Con gli NSP
- 2012 – Socia Mixtape